# History (álbum de Thomas Anders)
History es el undécimo álbum de estudio del cantante alemán Thomas Anders, lanzado el 27 de mayo de 2016 . 

## Historia
El álbum consta de versiones regrabadas de 13 sencillos de Modern Talking y dos nuevas canciones, "Lunatic" y "Take the Chance". Los arreglos transformaron a las canciones en versiones más electrónicas y enérgicas, pero algunas canciones (en particular, "Win The Race") se mantuvieron bastante fieles a los originales. La voz de Thomas fue grabada desde cero. Paora mantener la cercanía con las versiones originales, Thomas invitó a los vocalistas de las antiguas grabaciones.
Anders fue motivado a lanzar este disco debido a las sugerencias de fanáticos, que le pedían nuevas versiones de los éxitos de Modern Talking, que él seguía interpretando en sus conciertos.
El sencillo "Lunatic" fue recibido cálidamente por la audiencia debido a su estilo que imita la estructura clásica de las canciones de Modern Talking, incluyendo el coro con falsete. "Take the Chance" fue dada a conocer con anterioridad, en 2013, en conciertos del intérprete, pero no había sido lanzada en un disco hasta la publicación de History. 
Después del lanzamiento, el álbum inmediatamente ocupó los primeros lugares en las listas rusas y alemanas de iTunes, pero las opiniones de los fanáticos sobre el disco se dividieron. 

## Lista de canciones
Todas las canciones están escritas por Dieter Bohlen, con la excepción de los dos últimos temas. 
- 1. You’re My Heart, You’re My Soul (New Hit Version)	(3:30)
- 2. You Can Win If You Want (New Hit Version)	(3:44)
- 3. Cheri, Cheri Lady (New Hit Version)	(3:34)
- 4. Brother Louie (New Hit Version)	(3:49)
- 5. Atlantis Is Calling (S.O.S. for Love) (New Hit Version)	(3:55)
- 6. Geronimo’s Cadillac (New Hit Version)	(3:38)
- 7. Jet Airliner (New Hit Version)	(4:01)
- 8. In 100 Years (New Hit Version)	(3:59)
- 9. You Are Not Alone (New Hit Version)	(3:45)
- 10. Sexy, Sexy Lover (New Hit Version)	(3:42)
- 11. China In Her Eyes (New Hit Version)	(3:45)
- 12. Win the Race (New Hit Version)	(3:41)
- 13. Juliet (New Hit Version)	(3:39)
- 14. Lunatic	(3:21)
- 15. Take the Chance	(3:40)

En la edición de vinilo, que consta de dos discos, además de las nombradas (en el mismo orden), se incluyen las siguientes composiciones: 
- 16. You’re My Heart, You’re My Soul (New Extended Hit Version) (5:32)
- 17. Geronimo’s Cadillac (New Extended Hit Version) (4:32)
- 18. Lunatic (Extended Version) (5:30)
- 19. Take the Chance (New Hit Version) (6:11)